# Pikachurina
Pikachurina, também conhecido como AGRINL (AGRINL) e EGF-like, fibronectin type-III and laminin G-like domain-containing protein (EGFLAM) (fibronectina do tipo III como EGF e proteína laminina contendo domínio como G, em tradução livre), é uma proteína que em humanos é codificada pelo gene EGFLAM.

## Descoberta e nomenclatura
Pikachurina é uma proteína da retina como uma matriz extracelular primeiramente descrita em 2008 no Japão por Shigeru Sato et al., e nomeado em homenagem ao Pikachu, um personagem da franquia Pokémon. O nome desta "ágil" proteína foi inspirado nos "movimentos à velocidade de um relâmpago e efeitos de choques elétricos" do Pikachu.